# Emile Namur

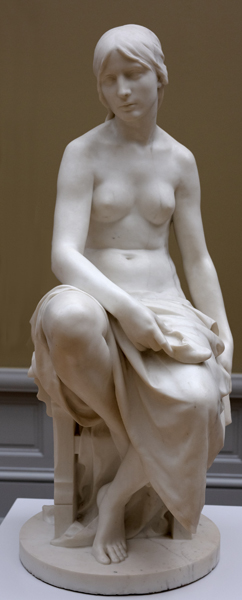
Assepoester (1881), collectie Museum voor Schone Kunsten (Gent)

Emile Jean François Namur (Sint-Joost-ten-Node, 17 mei 1852 – aldaar, 2 mei 1908) was een Belgisch beeldhouwer.

## Leven en werk
Emile Namur werd geboren als zoon van de ongehuwde modiste Marie Thérèse Dentandt. Toen zij in september 1854 trouwde met de bibliograaf en bibliothecaris Jean-Pie Namur (1804-1867), werden de tweejarige Emile en zijn vier zussen gewettigd. Namur volgde tekenlessen in Sint-Joost-ten-Node en werd opgeleid aan de Koninklijke Academie voor Schone Kunsten van Brussel (1867-1876) als leerling van Eugène Simonis en Jean-Joseph Jaquet. Hij won in 1873 de grote prijs voor beeldhouwkunst van de academie. 
Namur beeldhouwde bustes, gedenktekens, genrestukken, naakten en decoratief werk. Hij was medeoprichter van de Cercle des Elèves et Anciens Elèves des Académies des Beaux-Arts de Bruxelles (1876), later bekend als L'Essor. Op de eerste tentoonstelling van de vereniging toonde hij onder andere Een jonge gevangene. In 1877 dong hij mee naar de Prijs van Rome, maar die werd gewonnen door zijn vriend Julien Dillens. Zijn grootste succes was zijn Assepoester (1881), die hij op diverse Salons en wereldtentoonstellingen liet zien. De krant La Chronique schreef over het beeld: "Zij bezit een volmaakte sierlijkheid bij haar eenvoud en is doordrongen van een uiterst fijne gevoeligheid. De zeer zuivere stijl is het gevolg van een gewetensvolle studie van de natuur". Namur was geen vernieuwende beeldhouwer. Hij had niet de intentie moeilijke, intellectuele beelden te maken of om boven alles naar originaliteit te streven. Hij wilde de kijker een aangename ervaring bezorgen, met verwijzingen naar de geschiedenis. Vanaf 1889 was hij directeur van de Tekenacademie in Vilvoorde.
De beeldhouwer overleed twee weken voor zijn 56e verjaardag.

## Enkele werken
- 1876 Een jonge gevangene, collectie Koninklijke Musea voor Schone Kunsten van België (aangekocht in 1879).
- 1880 bronzen buste van beeldhouwer Gabriel Grupello (1644-1730), collectie Koninklijke Musea voor Schone Kunsten van België (aangekocht in 1881).
- 1881 Assepoester (Cendrillion), collectie Museum voor Schone Kunsten in Gent.
- 1882-1883 drie (van de 48) ambachtsbeelden op de Kleine Zavel in Brussel: galonmakers of passementwerkers, edelsmeden en bakkers.
- 1882 bronzen buste van schilder Barend van Orley (ca. 1492-1542), collectie Koninklijke Musea voor Schone Kunsten van België (aangekocht in 1882).
- 1882 bronzen buste van schilder Henri van der Haert (1790-1846), collectie Koninklijke Musea voor Schone Kunsten van België (aangekocht in 1883).
- ca. 1885 beelden van Jean Bernaige en Wenceslas 't Serclaes, burgemeesters, voor de gevel van het stadhuis van Brussel.
- 1887 Blijspel, beeld aan de gevel van de Koninklijke Vlaamse Schouwburg. Tegenhanger van Treurspel van Isidore De Rudder.
- 1894 Krokodil in gevecht met een slang, Kruidtuin, Brussel.
- 1895 monument voor de schilder Jan Frans Portaels (1818-1895) in Vilvoorde.
- 1897 Judith voor het gemeentehuis van Schaarbeek.
- 1906 De Cicade (La Cigale) op het Maria-Louizasquare in Brussel. Het beeld is gedateerd 1906, maar het ontwerp werd al op de wereldtentoonstelling van 1897 getoond.[4]
- 1907 buste van Emmanuel Hiel op het Poggeplein, Schaarbeek.
- bustes van medailleur Joseph Braemt (1796-1864), de jurist Mathieu Leclercq (1796-1889), directeur van de veeartsenijschool Théodore Thiernesse (1812-1883) en de schilder Eugène Verboeckhoven (1798-1881) voor de Académie royale des sciences, des lettres et des beaux-arts de Belgique

## Fotogalerij

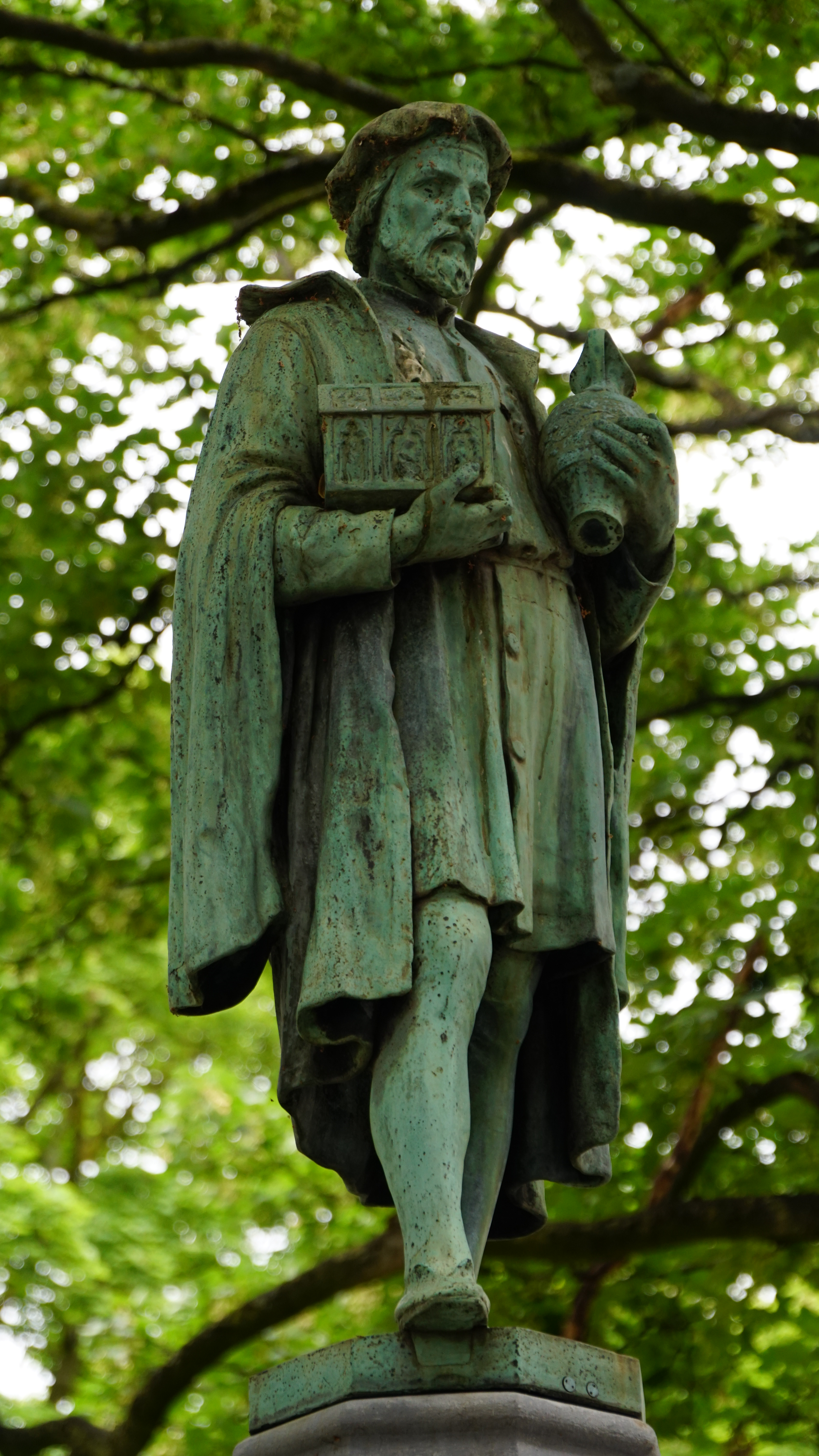
Edelsmid (1882-1883), Brussel
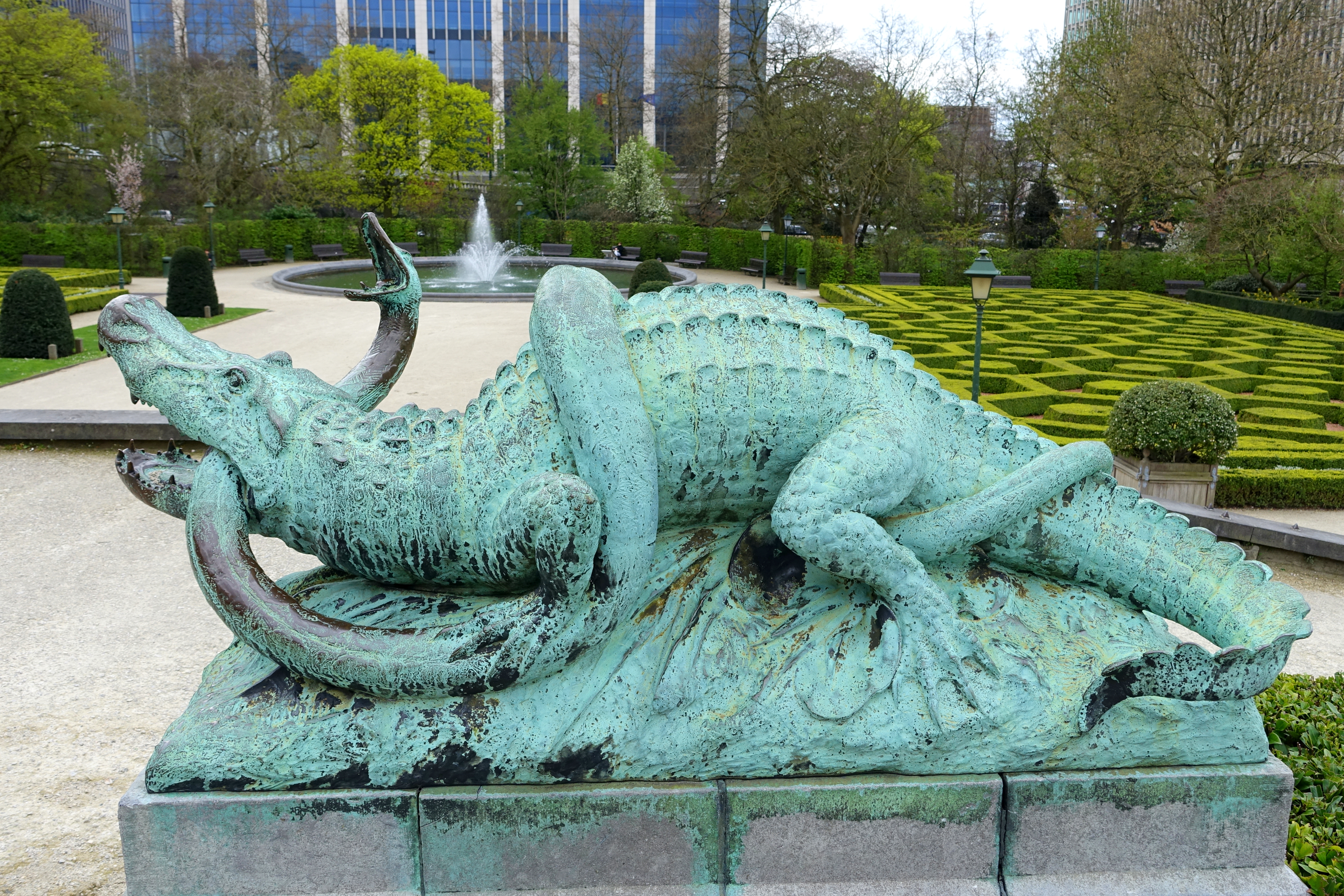
Krokodil in gevecht met een slang (1894), Brussel
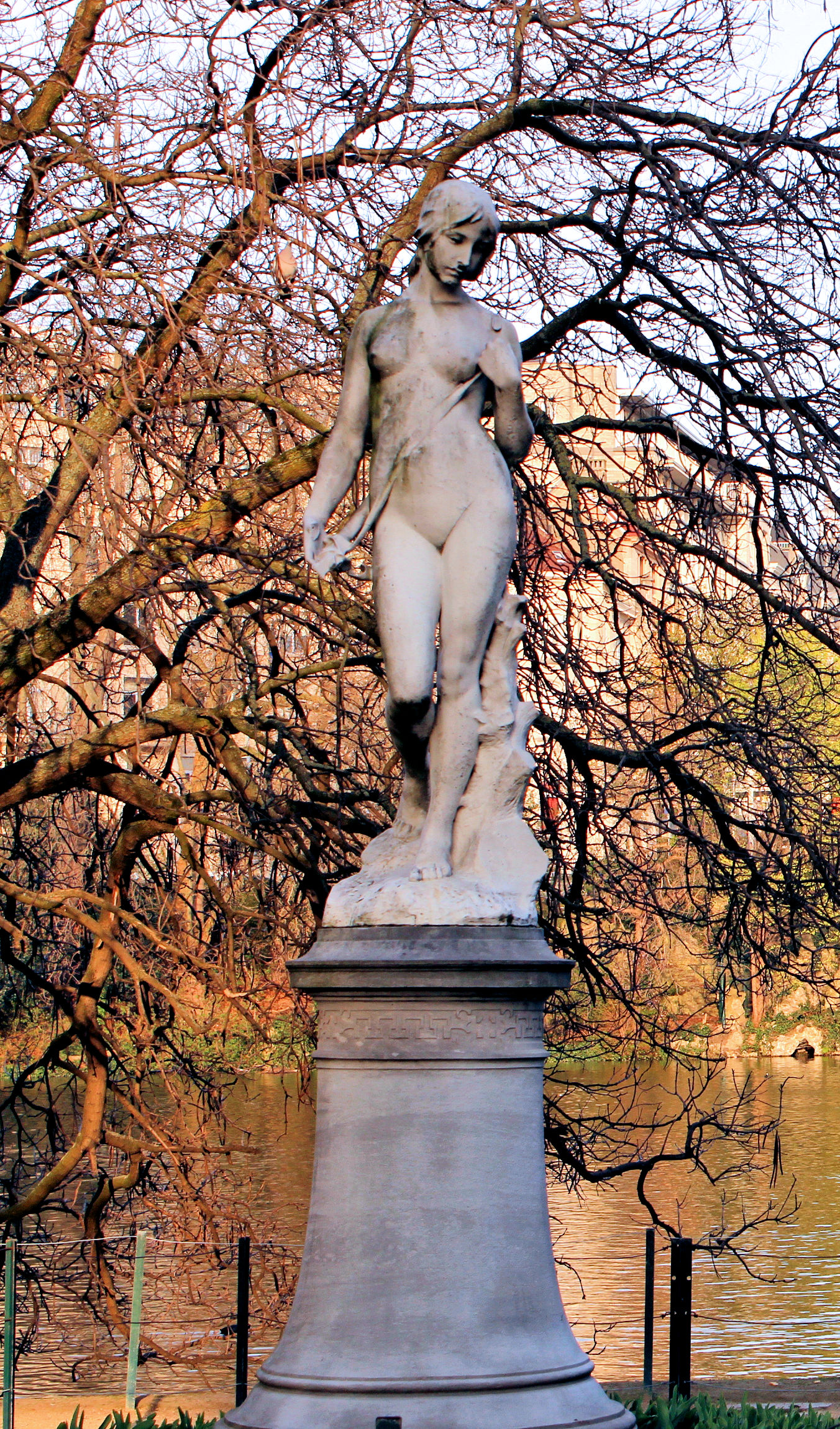
De Cicade (1906), Brussel

- Musée national d'archéologie, d'histoire et d'art: lkl010550
- RKD-Nederlands Instituut voor Kunstgeschiedenis: 93382